# Guineai labdarúgó-bajnokság (első osztály)
A Guinée Championnat National a guineai labdarúgó-bajnokságok legfelsőbb osztályának elnevezése. 1965-ben alapították és 12 csapat részvételével zajlik. A bajnok a bajnokok Ligájában indulhat.

## A 2011–2012-es bajnokság résztvevői
- AS Ashanti Golden Boys (Goldfield) [Siguiri]
- AS Baraka Djoma (Conakry)
- AS Batè Nafadji (Kindia)
- AS Kaloum Star (Conakry)
- ASFAG (Conakry)
- Athlético de Coléah (Conakry)
- Club Espoir de Labé (Labé)
- Fello Star (Labé)
- Hafia FC  (Conakry)
- Horoya Athlétique Club (Conakry)
- Sankaran FC (Faranah)
- Santoba FC

## Az eddigi bajnokok
| - 1965 : Conakry I - 1966 : Conakry II - 1967 : Conakry II - 1968 : Conakry II - 1969 : Conakry I - 1970 : Conakry I - 1971 : Hafia FC (Conakry) - 1972 : Hafia FC (Conakry) - 1973 : Hafia FC (Conakry) - 1974 : Hafia FC (Conakry) - 1975 : Hafia FC (Conakry) - 1976 : Hafia FC (Conakry) - 1977 : Hafia FC (Conakry) - 1978 : Hafia FC (Conakry) - 1979 : Hafia FC (Conakry) | - 1980 : AS Kaloum Star (Conakry) - 1981 : AS Kaloum Star (Conakry) - 1982 : Hafia FC (Conakry) - 1983 : Hafia FC (Conakry) - 1984 : AS Kaloum Star (Conakry) - 1985 : Hafia FC (Conakry) - 1986 : Horoya AC (Conakry) - 1987 : AS Kaloum Star (Conakry) - 1988 : Horoya AC (Conakry) - 1989 : Horoya AC (Conakry) - 1990 : Horoya AC (Conakry) - 1991 : Horoya AC (Conakry) - 1992 : Horoya AC (Conakry) - 1993 : AS Kaloum Star (Conakry) - 1994 : Horoya AC (Conakry) | - 1995 : AS Kaloum Star (Conakry) - 1996 : AS Kaloum Star (Conakry) - 1998 : AS Kaloum Star (Conakry) - 2000 : Horoya AC (Conakry) - 2001 : Horoya AC (Conakry) - 2002 : Satellite FC (Conakry) - 2003 : ASFAG (Conakry) - 2004 : pénzügyi nehézségek miatt a bajnokságot törölték - 2005 : Satellite FC (Conakry) - 2006 : Fello Star - 2007 : AS Kaloum Star (Conakry) - 2008 : Fello Star - 2009 : Fello Star - 2010 : Fello Star - 2011 : Horoya AC |  |

## Bajnoki címek eloszlása
| Klub                                 | Város   | Bajnoki címek | Utolsó |
| ------------------------------------ | ------- | ------------- | ------ |
| Hafia FC (beleértve Conakry II)      | Conakry | 15            | 1985   |
| AS Kaloum Star (beleértve Conakry I) | Conakry | 12            | 2007   |
| Horoya AC                            | Conakry | 10            | 2011   |
| Fello Star                           | Labé    | 4             | 2010   |
| Satellite FC                         | Conakry | 2             | 2005   |
| ASFAG                                | Conakry | 1             | 2003   |

## Külső hivatkozások
- Információk az RSSSF honlapján